# MiG–1
A MiG–1 (oroszul: МиГ–1) szovjet vadászrepülőgép volt a második világháború alatt, amelyet az 1939-ben magassági vadászgépekre kiírt pályázatra terveztek. A berepülés során jelentkező műszaki problémák ellenére rendszeresítették és száz darabot gyártottak belőle. A gépek többsége az 1941-ben indított Barbarossa hadművelet első napjaiban megsemmisült. Továbbfejlesztett, javított változata a MiG–3.

## Története
A gép tervezése 1939. november 25-én kezdődött el az 51. sz. üzem tervezőirodájában Nyikolaj Polikarpov irányításával. A cél egy nagy sebességű magassági vadászgép kialakítása volt. A fejlesztés során különös figyelmet fordítottak a jó aerodinamikai kialakítása, valamint a sima és tiszta felületek elérésére, amely megfelelően nagy teljesítményű motorral lehetővé teszi a 670 km/h-s legnagyobb sebesség, valamint a 7000 m-es szolgálati csúcsmagasság elérését. 

## Műszaki adatok

### Általános adatok
- Funkció: vadászrepülőgép
- Személyzet: 1 fő

### Geometriai méretek és tömegadatok
- Hossz: 8,16 m
- Fesztávolság: 10,20 m
- Magasság: 2,62 m
- Szárnyfelület: 17,5 m²
- Üres tömeg: 2602 kg
- Felszálló tömeg tömeg: 3099 kg
- Maximális felszálló tömeg: 3319 kg

### Motor
- Száma: 1 db
- Típusa: Mikulin AM–35A folyadékhűtésű, V12 hengerelrendezésű benzinmotor
- Felszálló teljesítmény: 1007 kW (1350 LE)

### Repülési jellemzők
- Maximális sebesség: 657 km/h
- Leszálló sebesség: 141 km/h
- Hatótávolság: 580 km
- Szolgálati csúcsmagasság: 12 000 m
- Emelkedőképesség: 16,8 m/s
- Szárny felületi terhelése: 177 kg/m²
- Teljesítmény–tömeg arány: 0,32 kW/kg
- Felszállási úthossz: 238 m
- Kigurulási úthossz: 400 m

### Fegyverzet
- 1 db 12,7 mm-es Berezin UB géppuska
- 2 db 7,62 mm-es SKASZ géppuska
- legfeljebb 200 kg légibomba szállítására alkalmas